# VOID (漫画)
『VOID』（ヴォイド）は、原作：七月鏡一・作画：李成圭(GYUO)による日本の漫画作品。講談社『月刊マガジンZ』とYahoo! JAPAN内コンテンツYahoo!コミックによるコラボレーションに基づくクロスオーバー作品企画『ヒーロークロスライン』（通称HXL）作品である。漫画雑誌『月刊マガジンZ』にて先行連載され、ウェブコミック誌『ヒーロークロスライン』にて本連載された。単行本は全1巻。また、この作品に登場するヒーローの名称である。
なお外伝小説にあたる「VOID -虚無の帆走-」についても本稿で解説する。

## 概要
『月刊マガジンZ』2008年12月号から先行連載が、『ヒーロークロスライン』にて2008年11月12日から本連載が開始。『月刊マガジンZ』では休刊号にあたる2009年3月号までの全4話が連載され、『ヒーロークロスライン』では2009年4月1日まで雑誌掲載分より1話多い全5話が月一ペースで連載された。
2009年3月29日より連載された物をまとめた有料電子書籍を配信開始し、翌30日より単行本が発売された。有料電子書籍及び単行本発売後は第1話については期限無しで、最終話については期限付きでYahoo!コミックにて無料で読むことが可能であった。しかし配信サイト自体がリンク切れとなっており、一時は無料で読むことはできない状態にあったが、現在はマンガ図書館Zによる『ヒーロークロスライン』シリーズ作品の電子書籍化で無料でも読む事が出来る状態になっている。
ちなみに『月刊マガジンZ』で最後に連載を開始した作品である。
なお最終話にあたる第5話のラストページでは“VOID Ver1.0 END”の文字があり、第1部完である事を明確に示している。第2部については、原作者の七月鏡一がHXL非公式同人誌『HXL APPEMDIX 3 ヒーロークロスラインおまけ本 3』に「VOID 2.0」の構想を描いた2ページ漫画を掲載しているが、開始時期は現在不明である。
ダークヒーロー的な面を持つノッカーズ＜ヴォイド＞と、それに敵対する『BOOTS』やノッカーズ達との戦いを描くバトルアクション漫画。劇中で描かれる年代は主に2016年であり、他のHXL作品と比べると比較的先の年代を舞台にしているのが特徴である。なおヴォイドのデザインを担当した福地仁は、HXLキャラクターとしてはアルクベインに続き2人目のデザインとなる。
またHXL作品では「セイル」、「ニードルアイ」と関連が深い。この内「セイル」とは、作者である有里紅良と夢来鳥ねむの同人サークル『ら・むうん』から発行されたHXL非公式同人誌『SEIRU Perfect Record』へ七月鏡一が公式作品として外伝小説「VOID -虚無の帆走-」を寄稿しており、作品間の繋がりが特に強くなっている。詳細は後述。更にこれとは別に『ら・むうん』のスタッフが2010年4月から6月にかけて実写音楽PVを撮影しており、若狭新一の造形によってヴォイドのマスクも制作されている。このPVは2010年夏に開催のコミックマーケット78にて『HXL MUSIC PROMOTION MOVIE MEAN&VOID』と題してDVDとして販売され、現在は『ら・むうん』の公式サイトにて通信販売されている。
（※世界観についてはヒーロークロスライン作品共通の世界観も参照。）

## あらすじ
全てのノッカーズに敵対する者＜ヴォイド＞。1999年9月26日に発生した能力者集団発生現象『オルタレイション・バースト』と共に出現したヴォイドは、ノッカーズのみを狙い、なおかつ能力を消し去るハンターとしてその名を轟かせていった。
時は経ち、2016年東京。1人のノッカーズがヴォイドに襲われる。この事件を機に対ノッカーズ部隊『BOOTS』及び対テロ捜査班『公安5課』との戦闘が勃発し、更に蘇った殉職警官＜蒼ざめた馬＞・ノッカーズハンター＜左文字＞も加わる大規模な戦闘に発展。激しい戦闘の最中、『BOOTS』の中里警部補と『公安5課』の羽佐間警部はヴォイドの隠された能力を知ることとなる。

## 登場キャラクター
演は前述の音楽PVでの役者、声は特記のない限りドラマCD『銀河ロイド コスモX IN ヒーロークロスライン ドラマCD』での声優の表記。
ヴォイド（VOID）
演 - MARS
ノッカーズのみを狙う謎のハンター。自らもノッカーズである結城涼介が自立型ブースターである＜ネバーモア＞とブーストした姿である。能力は手で触れたノッカーズの能力を奪うというものであり、奪われたノッカーズはその能力を失ってしまう。この能力を使用した際には、周辺の壁や地面に“V”の文字が刻まれる。しかし奪った能力には時間的な制限が付いており、その制限を過ぎると能力は消滅する。また背面のバーニアから圧縮空気を噴出し飛行することが可能。
「VOID」劇中で確認されている奪った能力は、スネークアイ、液状化、方程式、死の盾、次元斬の5つである。
「ひろよん」の登場キャラクターである螺旋女王ドリラス（「VOID」未登場）とは過去に因縁があり、共通の師が存在するようである。なお「VOID」劇中でキャヴァリエに対し使用された技“螺旋”は、「ひろよん」内で使用したのが初出。
結城 涼介（ゆうき りょうすけ）
演 - MARS
自立型ブースターのネバーモアとブーストする事によってヴォイドへと変身するノッカーズの少年。その正体は『ノッカーズが支配する未来の世界』から来た未来人である。涼介の目的は、後にこのような世界へ導いたとされる297人のノッカーズの能力を奪い、その事によって現世界の『ノッカーズが支配する未来の世界』への変貌を防ぐ事である。だが、平行世界という概念が実証されている以上、彼自身の元いた世界にはまったく影響がなく無意味となっており、彼が行っていることは却って混乱を引き起こしているとも言える。
別の世界から来たため、『オルタレイション・バースト』発生時から活動しているにもかかわらず肉体が成長していない。そのため、とある一般家庭の記憶を書き換え潜入する事で生活を送っている。またこれに関連して、未来から来た際の影響で髪の毛が脱色し白くなってしまった。
ネバーモア
オオガラスのアニマロイドで、自立型ブースター。『ノッカーズが支配する未来の世界』において多数のノッカーズを犠牲にして作られている。常に涼介と共に行動する。
仲里 哲也（なかざと てつや）
声 - 清水秀光
警視庁が組織する対ノッカーズ部隊『BOOTS』に所属する警察官で、階級は警部補。『BOOTS』第2班の分隊長を担当している。正義感が強く、10年前の2006年に陸上自衛隊が組織する『山桜隊』に所属していた際の上司である西条左京次と、6年前の2010年に死亡した上司の相馬秋彦を尊敬している。なお2006年時のエピソードは「ニードルアイ」内で語られている。
＜蒼ざめた馬＞の能力を奪い消滅させたヴォイドを憎んでいたが、赤ん坊を守りながら戦うヴォイドの姿を見て以来、その自分の感情に疑問を感じている。相馬秋彦が設計した試験型ブースター15式を駆使し、キャヴァリエ相手に音速を超える打撃“虎撃拳”を放った。
羽佐間 十蔵（はざま じゅうぞう）
警視庁が組織する対テロ捜査班『公安5課』に所属する警官で、階級は警部。人の心を視る事が出来るノッカーズ能力を駆使し『捜査1課』のエース＜スネークアイ＞としてマスコミにも頻繁に取り上げられる程の活躍をしていたが、自分のノッカーズ能力に酔っている節があった。しかし3年前の2013年にヴォイドにその能力を奪われて以来、ノッカーズ・特にヴォイドに対して激しい憎しみを抱いている。
蒼ざめた馬を利用してヴォイドの真の能力を暴くなど、非常に冷酷な性格をしている。この冷酷な性格とノッカーズに対する憎悪が、後のシュライクとの取引へ繋がる事となる。
蒼ざめた馬（ペイルホース）／相馬 秋彦（そうま あきひこ）
6年前の2010年に殉職した当時の『BOOTS』第2班所属、相馬秋彦巡査部長がノッカーズ能力によって蘇った姿。常にブースターを着用した姿をしている。蘇生当初は記憶を失っており闇雲にノッカーズ狩りを続けていたが、ネクロマンに過去の警官だった自分を知らされ記憶が復活した。蘇ってからは蒼ざめた馬（ペイルホース）として、ノッカーズハンター＜左文字＞と共に行動している。
攻撃には拳銃の形をした武器である死の咆哮（デス・ハウリング）から放たれる“氷獄の叫び”及び“炎獄の叫び”を使用し、防御には空間そのものを断ってあらゆる攻撃を防ぐ“死の盾”を使用。
左文字（さもんじ）／九繰 彩香（くくり あやか）
ノッカーズ犯罪者を狩るビジランテであるが、彼女もまたノッカーズである。空間ごと全てを断つ斬撃“次元斬”を放つ事が出来る能力を持っている。古流剣術である九繰流の継承者であり、7年前の2009年に剣の道を強いる父親に対して切る事を願ってしまい能力が覚醒した。
蒼ざめた馬が記憶を取り戻した場面に遭遇し、それ以降は共に行動している。しかしヴォイドによって蒼ざめた馬が消滅し、更に自身も能力を奪われてしまう。その後も能力無しでありながら強い意志でノッカーズハンター＜左文字＞を名乗る彼女に対し、アルクベインがヴォイドを打ち倒す事の出来る刀を授けた。なおその刀の能力は劇中で披露されていないが、ラストシーンにおいて一部ではあるが形状を見る事が出来る。
エクエージョン（方程式）／野島 勝行（のじま かつゆき）
明応大学教授で、フィールズ賞を受賞した天才数学者。ノッカーズであり、その能力は天才的な頭脳そのものである。この頭脳によって世界全てを一本の方程式で解き明かしたが、それを世間へ発表する前にヴォイドに能力を消される事となる。
甲斐 真奈美（かい まなみ）※名字の正式な読み方は不明
演 - 佐々木ゆか
涼介が2年前の2014年から潜入している家庭の子供であり、涼介の妹ということになっている。明るい性格で、兄弟仲はとても良い。しかしその事を羽佐間及びシュライクに利用され、操られてしまう。
マルコ・ブルツィオ
イタリアの民間警備会社『スパーダ・ネロ（黒の剣）』の契約社員で、ロッセリーニ一族の傭兵。キャヴァリエ“グレンデル”の能力を持つ。羽佐間及びシュライクに操られ、ビルに“V”字を刻んで破壊し犯行声明を出す事でVOIDを大量殺戮者へと仕立て上げた。キャヴァリエの特徴である使用者の体の回りに鎧を発生させる能力でヴォイドに能力を奪われずに済むが、仲里の放った“虎撃拳”によって傷ついた体にヴォイドの“螺旋”が貫いた事で倒される。

### 他作品からの登場キャラクター
巫史（かんふみ）
「ジエンド」「Z-END」に登場する『BOOTS』隊員。6年前の2010年に相馬秋彦が死亡した際、仲里と共に現場に赴いていた。
亡装遺体ネクロマン（ぼうそういたい -）
声 - 神谷浩史、松井謙典
演 - 古森克宏
主に「亡装遺体ネクロマン」に登場するヒーロー。蒼ざめた馬が過去の記憶を取り戻すきっかけを作るという、重要な役割を果たしている。
ウサ探（- たん）
声 - 若本規夫
主に「ウサ探」に登場する生きたぬいぐるみ。「ウサ探」第2話の回想シーンでの1コマのみの登場だが、この出来事がストーリーに大きく関わってくる。
上岡 聖流（かみおか セイル）
主に「セイル」に登場するアンドロイド。ネバーモアに使われたノッカーズ達の残留思念が涼介を苦しめる場面で登場。
高階 一平（たかしな いっぺい）
声 - 石塚運昇
主に「ジエンド」に登場する『BOOTS』隊長。仲里から情報を得て、蒼ざめた馬や左文字との戦闘によって疲弊したヴォイドを追う。
アルクベイン
声 - 杉田智和
演 - 伊藤友也
主に「ALCBANE」に登場するヒーロー。「VOID」では2000年のヴォイドとの初戦闘が描かれた他に、左文字に武器を与えるなどしている。更に物語終盤にかけて大きくストーリーに関わってくる。
なお「VOID」では描かれる年代が2016年のため、アルクベインのスーツの形状はVer.3になっている。Ver.3のマニピュレーターは、ヴォイドの羽を研究し作られた。
桐原 茂（きりはら しげる）
「シンソウガクシャ」に登場する『BOOTS』隊員。羽佐間の誘いを断り、逆に羽佐間の思考の危険性を看破している。
査察者（インスペクター）／石和 秀光（いさわ ひでみつ）
主に「ALCBANE」に登場するノッカーズ。ヴォイドとの戦闘が描かれている他、彼の口からヴォイドの真の目的が語られる。
シュライク
「ジエンド」など数多くのHXL作品に登場する、仮面に意識を宿した情報体。羽佐間と取引し、意識を完全に支配せずに取り付いている。さらにマルコ・ブルツィオと真奈美を操り、ヴォイドを窮地に陥れた。
ジエンド
声 - 高木渉
主に「ジエンド」「Z-END」に登場するヒーロー。ラストシーンで登場。
アクセルレックス
主に「アクセルレックス」に登場するヒーロー。ラストシーンで登場。
ANSWER（アンサー）
演 - 片柳克敏
主に「スタジオ秘密基地劇場」に登場するヒーロー。ラストシーンで登場。
ジェントルマン
主に「ギャラクティックマンション」に登場するヒーロー。ラストシーンで登場。
テンシマン
主に「スタジオ秘密基地劇場」に登場するヒーロー。ラストシーンで登場。

## 書誌情報
- 原作：七月鏡一 作画：李成圭 『VOID』 講談社〈マガジンZKC〉、全1巻
  1. 2009年3月30日発売（同日発行）、ISBN 978-4-06-349424-2

## VOID -虚無の帆走-
『VOID -虚無の帆走-』（ヴォイド きょむのはんそう）は、2009年8月14日から16日にかけて開催されたコミックマーケット76にて、同人サークル『ら・むうん』から発行された同人誌『SEIRU Perfect Record』に掲載された小説作品。文章は七月鏡一、挿絵は夢来鳥ねむが担当した。
同人誌自体はHXL非公式であるが、七月鏡一がこの小説に対し≪公式≫宣言を出しているため記載する。

### 概要
挿絵のみのページを含め、全10ページに渡る短編小説。「セイル」劇中で聖流がヴォイドの誘いを拒否した後にあった、彼らの2度目の会合が書かれている。この作品の存在によって「VOID」と「セイル」の作品間の結びつきがより一層強いものとなった。

### あらすじ
時は2010年、渋谷センター街。アンドロイドの少年である聖流が明超次の家を去ってから、『ペンドラゴン』による追跡は激しさを増していた。8人のノッカーズに尾行されていることすら気付かないほど疲弊した聖流とアニマロイドのキディは、前方に警察の姿を発見し即座に路地へ逃げ込むが、これをチャンスとばかりに歩みを速める尾行のノッカーズ。この時点でやっと尾行の存在に気付いたが、既に戦闘は避けられない状況にあった。すると突然、倉庫の壁から手が伸び聖流達を中へと引き入れる。その手の正体は以前、聖流が誘いを拒否した＜ヴォイド＞であった。

### 登場キャラクター
ヴォイド、聖流、キディに加え、名称不明であるが『ペンドラゴン』に雇われたロッセリーニ一族の傭兵や様々なノッカーズが登場する。